# 會展廣場辦公大樓
會展廣場辦公大樓（英語：Convention Plaza Office Tower），是位於香港會議展覽中心的甲級辦公大樓，地址為灣仔港灣道1號，由伍振民建築師事務所設計，屬會展舊翼的唯一一座辦公大樓，1988年隨會展啟用而入伙，次年第二季開始交付。單位面積由3000至5300平方呎不等，部份高層單位可享有維港景觀，辦公大樓亦設有高樓底的特色單位。科威特駐香港總領事館位於4502室。
香港貿易發展局早年曾租用鷹君中心作為總部，1989年9月遷至會展廣場。2006年3月25日前，香港個人資料私隱專員公署租用會展廣場作為總部。
其物業管理公司是僑樂服務管理。

## 圖集

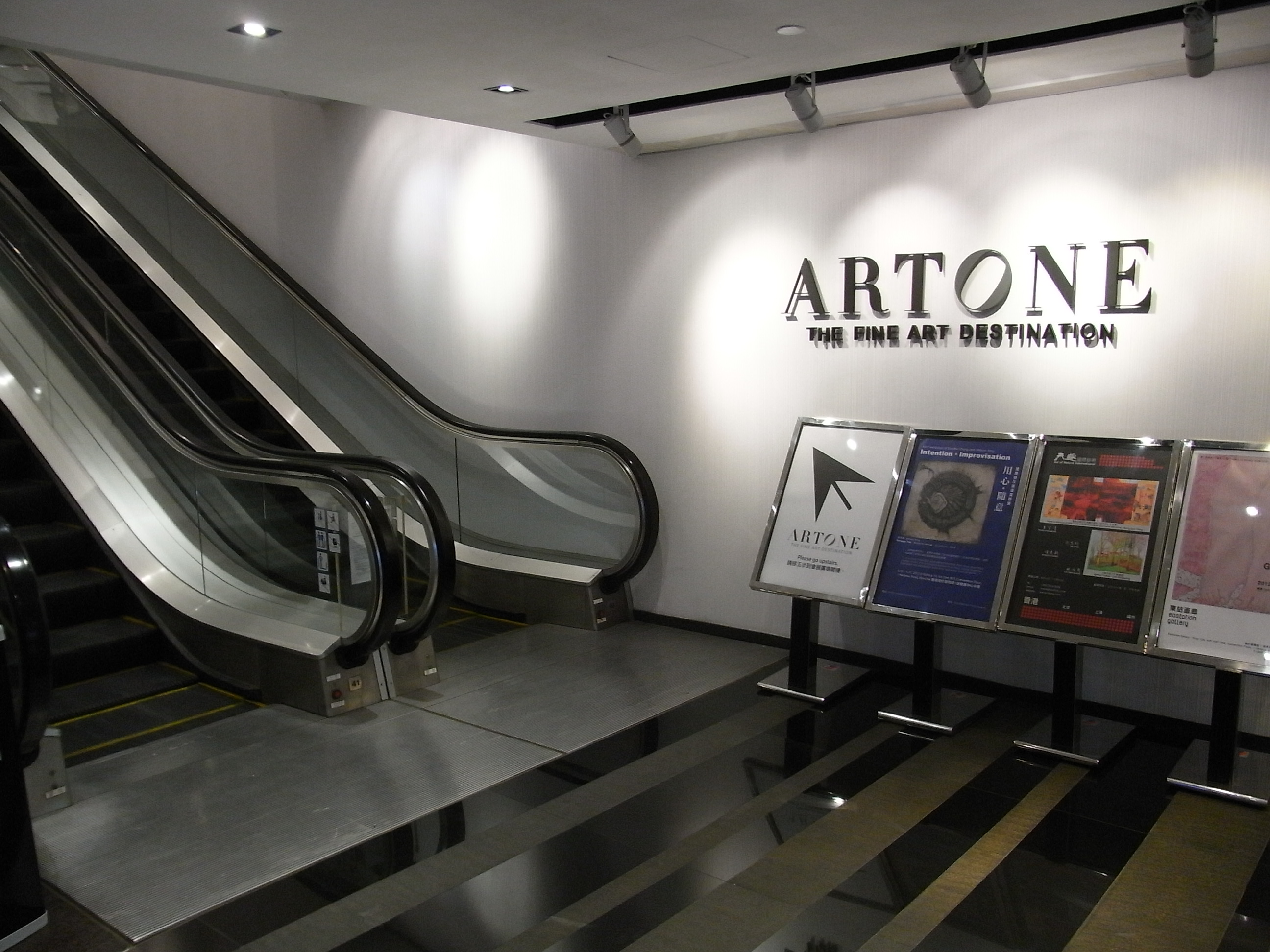
商場1樓
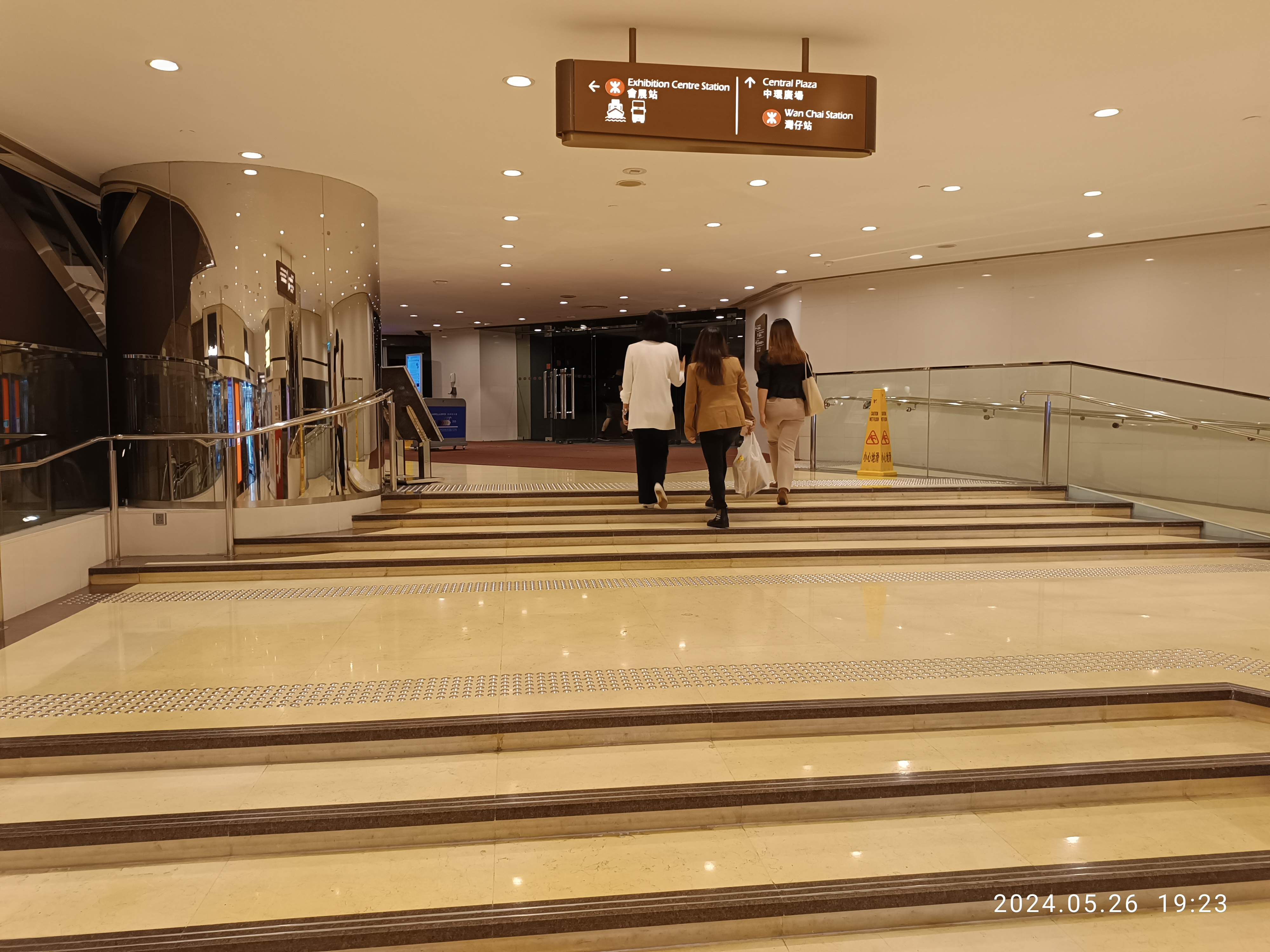
商場1樓（2024年）
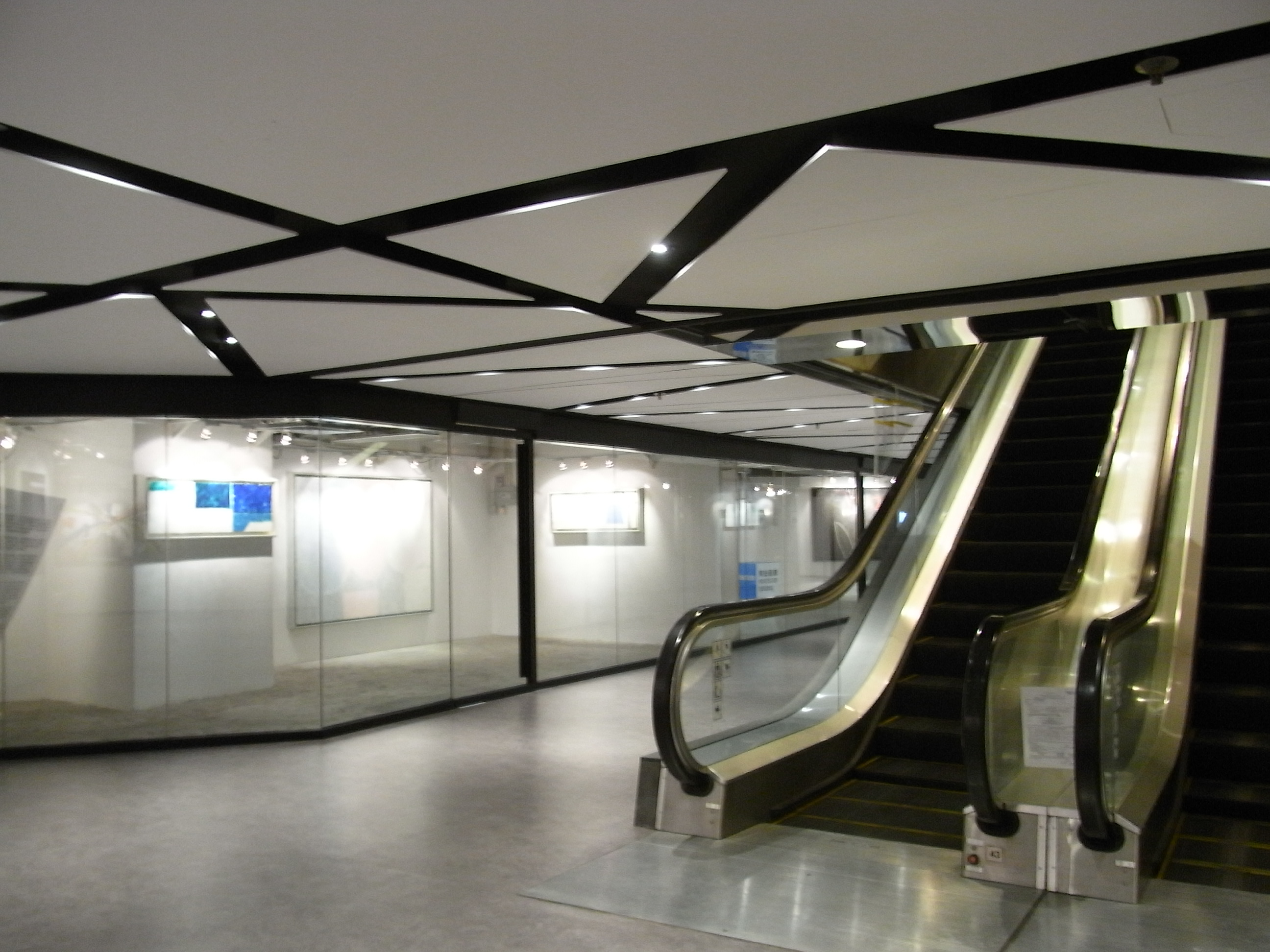
商場2樓

## 交通
| 交通路線列表                  |
| ----------------------------- |
| 港鐵 - █ 東鐵綫：會展站B3出口 |

## 外部鏈結
- 维基共享资源上的相關多媒體資源：會展廣場辦公大樓